# Hexafluorethan
Hexafluorethan (též perfluorethan) je fluorovaný derivát uhlovodíku se vzorcem F3C-CF3.

## Využití
Jakožto freon se používal jako chladivo. Čistý hexafluorethan se používá málokdy, nejčastěji se používal se směsi s trifluorethanem. Směs, ve které je 61 % hexafluorethanu a 39 % trifluormethanu se označuje R508A; 54 % hexafluorethanu a 46 % trifluormethanu jako R508B. Dále se používá v elektrotechnickém průmyslu. Používá se k leptání silicidů, oxidu křemičitého a křemíku, čehož se využívá při výrobě křemíkových polovodičů.

## Vliv na životní prostředí a člověka
Podle IPCC se jedná o silný skleníkový plyn a má vliv na globální oteplování. K rozpadu této molekuly v atmosféře dojde za asi 10 000 let.[zdroj?] Tato látka se uvolňuje do atmosféry společně s tetrafluormethanem při výrobě hliníku Hall-Héroultovým procesem.
Při vdechování může způsobit bolesti hlavy, nevolnost, závratě a poškození kardiovaskulárního systému (především srdce). Dlouhodobá expozice může způsobit vážné poškození srdce. Vzhledem k tomu, že má vyšší hustotu než vzduch, může dojít v uzavřených prostorech a ve snížených prostorech i k udušení.